# Gunter Demnig
Gunter Demnig, född 27 oktober 1947 i Berlin, är en tysk konstnär.
Gunter Demnig växte upp i Nauen och Berlin. Efter studentexamen 1967 utbildade han sig i kreativt arbete för fotografen Herbert Kaufmann på Universität der Künste och i industridesign 1969–70 på samma konsthögskola. Åren 1971–74 studerade han fri konst på Kunsthochschule Kassel i Kassel. Han studerade också fri konst för Harry Kramer på Universität Kassel från 1974 och arbetade därefter 1977–79 med att planera, bygga upp och sköta historiska minnesmärken. Åren 1980–85 var han lärare på Universität Kassels konstfakultet.
År 1985 öppnade han egen ateljé i Köln.
Gunter Demnigs mest kända verk är vad han kallar Stolpersteine, på svenska snubbelstenar. Dessa är smågatstensstora handgjorda betongstenar med en topp av mässing, som tjänar som minnesmärken över personer som var offer för Förintelsen. De placeras i trottoarer utanför hus, där dessa offer varit bosatta eller arbetat. På den mässingsbeklädda överdelen graveras för hand in uppgifter som personnamn, datum och offrets öde. Projektet med utplacering av stenar utformades i början på 1990-talet, och 1997 placerades de två första ut i St. Georgen, nära Salzburg i Österrike. I januari 2015 sattes sten nummer 50.000 ner i Turin, ett av 27 länder i Europa, där de finns.

## Bildgalleri

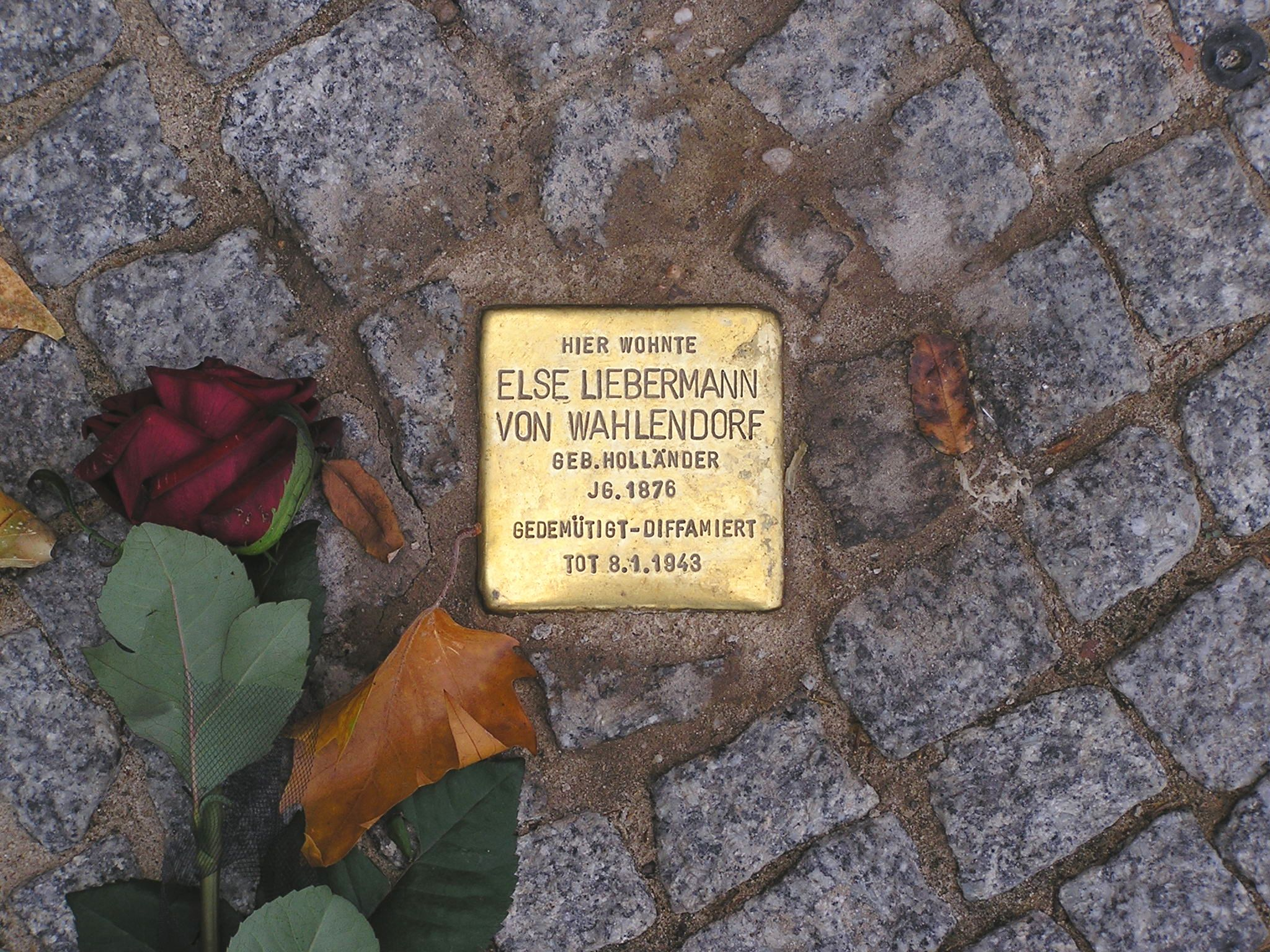
Snubbelsten i Berlin
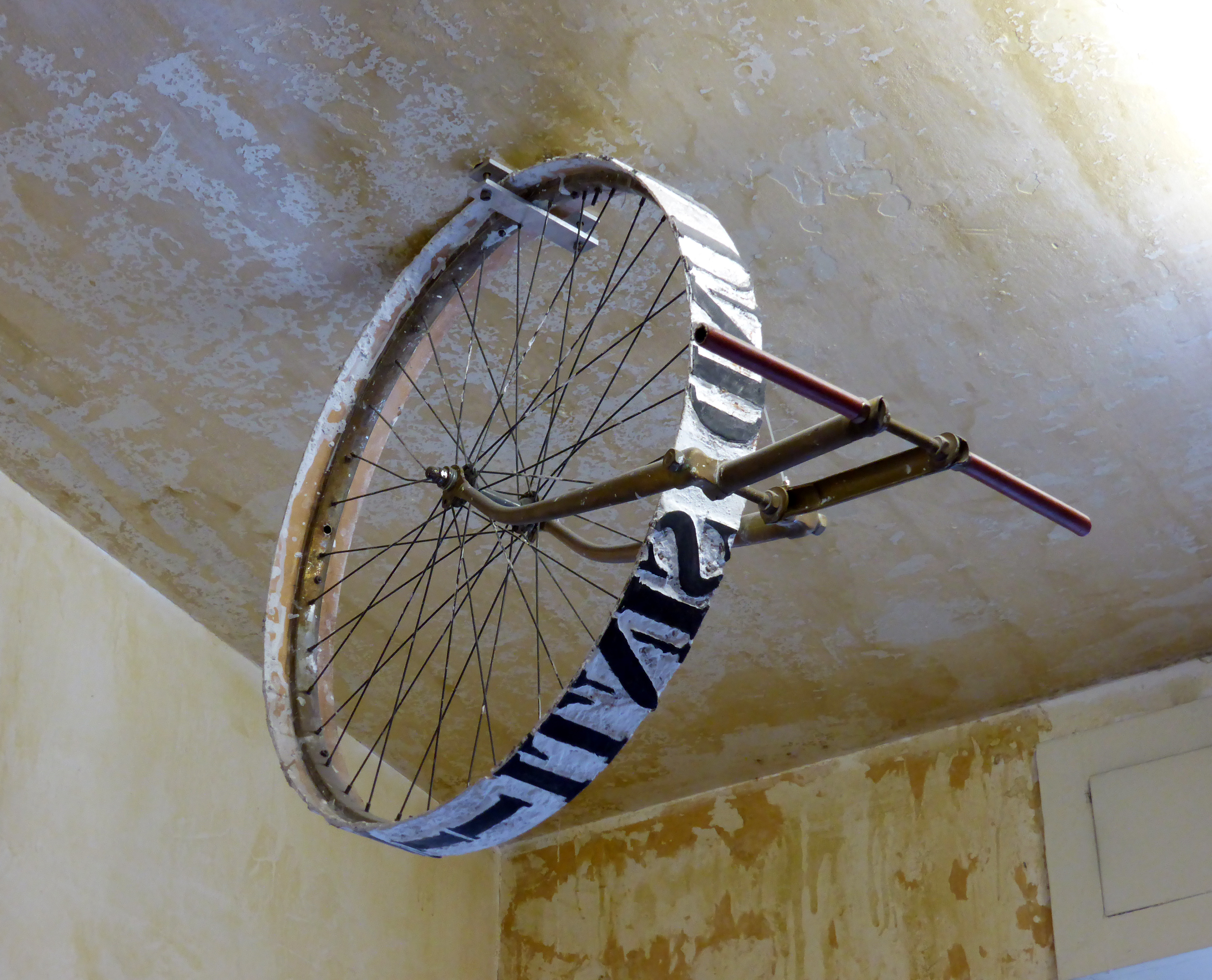
Schriftspurgerät, minnesmärke över deportation i maj 1940 av sinti och romer från Köln – "Eine Spur durch`s Vergessen"
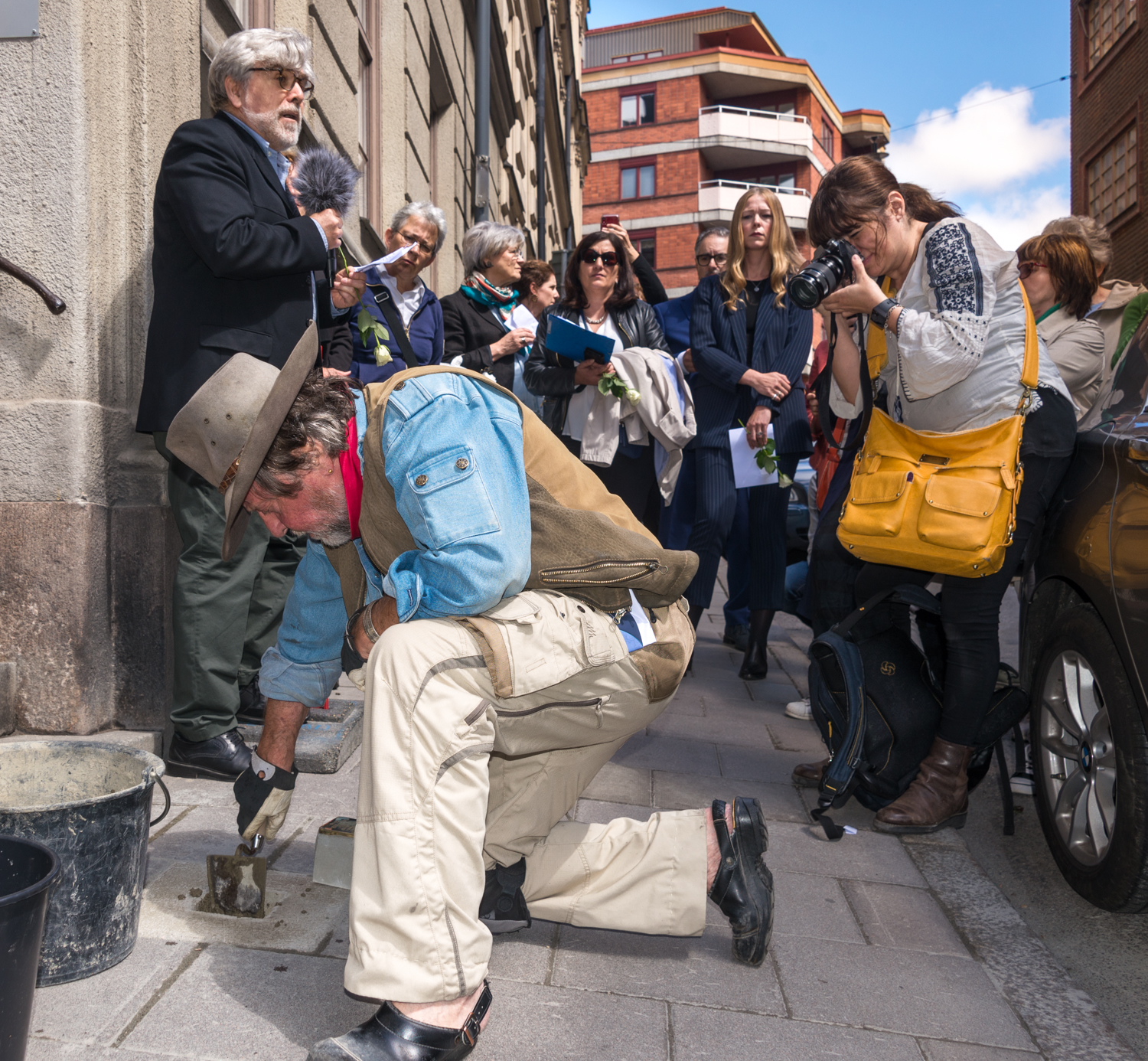
Gunter Demnig lägger ner en snubbelsten för Hans Szybilski på Apelbergsgatan 36 i Stockholm den 14 juni 2019. Talare är Tommy Ringart från Föreningen Förintelsens Överlevande.